# IC 1405
IC 1405 ist eine Balken-Spiralgalaxie vom Hubble-Typ SBab im Sternbild Aquarius auf der Ekliptik. Sie ist schätzungsweise 360 Millionen Lichtjahre von der Milchstraße entfernt.
Das Objekt wurde am 5. November 1891 von Stéphane Javelle entdeckt.